# شهرام غیاثف
شهرام غیاثف (انگلیسی: Shakhram Giyasov؛ زادهٔ ۷ ژوئیهٔ ۱۹۹۳) بوکسور اهل ازبکستان است.